# انتشارات لانگمن
انتشارات لانگمن (انگلیسی: Longman) (همچنین مشهور به پیرسون لانگمن) در سال ۱۷۲۴ میلادی در لندن بنیان نهاده شد. واژه‌نامه‌های لانگمن از محصولات این انتشارات هستند.
این واژه نامه نیز ۲۳۰,۰۰۰ کلمه در آن وجود دارد که عبارات و معانی برای زبان آموزان پیشرفته است